# Carlo Maria Maggi (poète)
Pour les articles homonymes, voir Carlo Maria Maggi et Maggi.
Carlo Maria Maggi (en latin Maddius) né à Milan le 8 mai 1630 et mort dans la même ville le 22 avril 1699, est un poète italien.

## Biographie
Carlo Maria Maggi nait à Milan le 8 mai 1630, d’une famille qui a produit plusieurs hommes de mérite. Il fait ses études au collège des jésuites, et va suivre les cours de l’Université de Bologne. Entraîné par son penchant pour les lettres, il visite Rome, Naples et les principales villes de l’Italie. De retour dans sa patrie, il est nommé secrétaire du Sénat, et quelque temps après professeur de littérature grecque à l’académie Palatine. Il meurt à Milan le 22 avril 1699. Maggi était membre des académies della Crusca, des Arcadiens, des Ricovrati, etc. On conserve à la Bibliothèque Ambrosienne une médaille frappée en son honneur ; elle porte au revers un homme couvert d’un long manteau, le front ceint de lauriers et tenant de la main droite une couronne, avec cette légende : Corona sapientiæ timor Domini. L’abbé Francesco Puricelli, Antonio Gatti, Ludovico Antonio Muratori ont fait l’éloge de Maggi ; et ces trois pièces ont été publiées sous ce titre : Corona prima, seconda e terza, Milan, 1700, in-8°. On a imprimé et retraduit les Rime varie de Maggi à Turin, 1688, in-12. Ses œuvres (Opere varie) ont été recueillies par Muratori, qui les a fait précéder d’une Vie de l’auteur, Milan, 1700, 5 vol. in-12 ; Venise, 1708, 6 vol. même format. On y trouve des poésies grecques, latines, italiennes et espagnoles, des discours académiques, des lettres, des comédies dans le dialecte milanais. Muratori donne de grands éloges à Maggi, dans sa Perfetta poesia ; cependant il convient que son manque de vivacité, et que la marche de ses compositions est peu régulière ; quant à ses comédies milanaises, le dialogue en est naturel, agréable, et l’on y remarque une satire des meurs qui plaît et instruit (Tiraboschi, Stor. letterar., t. 8, p. 465) Giacomo Machio a publié des poésies de Maggi (Poesie miscellanee), Milan, 1729, in-8°. On trouve des sonnets de cet auteur dans Rime degli Arcadi, t. 4, et dans la Scelta di eccellenti rimatori, t. 2. Ses Pensieri di primavera e altre Canzoni se conservent en manuscrit la  Bibliothèque Riccardiana,.

## Œuvres
- Carlo Maria Maggi, Rime varie, In Firenze, nella Stamperia di S.A.S., 1688 (lire en ligne)

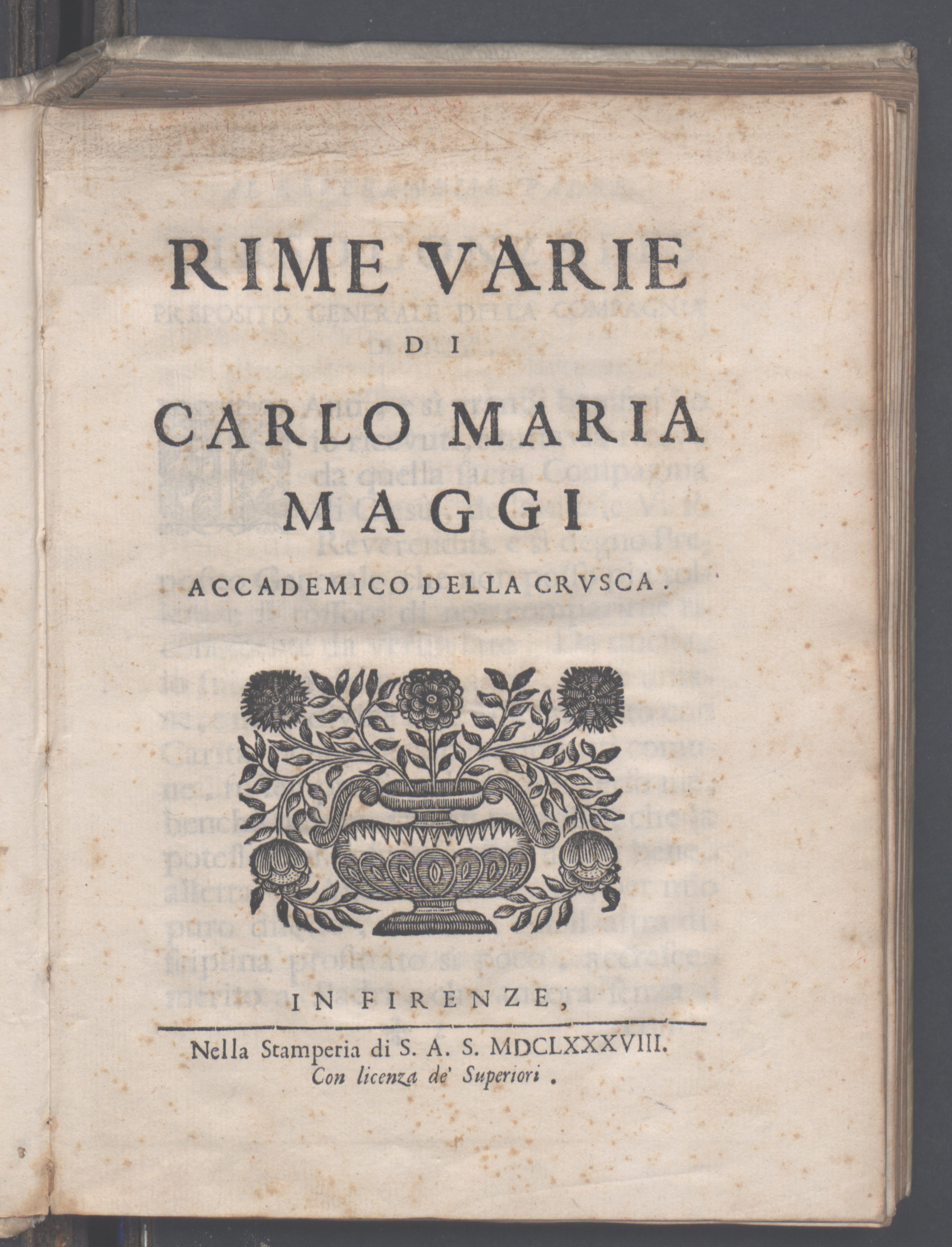
Rime varie, 1688